# Ninja Tune
Ninja Tune is een onafhankelijk platenlabel uit Londen, Engeland. Opgericht in 1991 door dj's Matt Black and Jonathan Moore, ook bekend als Coldcut.

## Artiesten
- 9 Lazy 9
- Actress
- Amon Tobin
- Animals on Wheels
- Antibalas Afrobeat Orchestra
- Blockhead
- Bonobo
- Bicep
- Chocolate Weasel
- DJ Food
- DJ Vadim
- Dorian Concept
- Nathan Fake
- Fink
- Funki Porcini
- Hexstatic
- Illum Sphere
- Jaga Jazzist
- Jameszoo
- Jono McCleery
- Kate Tempest
- Kid Koala
- Maribou State
- Mixmaster Morris
- Mr. Scruff
- Odesza
- Roots Manuva
- Rainstick Orchestra
- Run the jewels
- Skalpel
- The Herbaliser
- The Cinematic Orchestra
- The Irresistible Force
- Up, Bustle and Out